# 上市川
上市川（かみいちがわ）は、富山県を流れる二級河川。上市川水系の本流である。

## 地理
富山県中新川郡上市町の南部に源を発する。上市川ダムを経て、滑川市魚躬で日本海に注ぐ。
中流から下流にかけて、ひどく蛇行していたものを、1937年から一年間行われた河川改修によって、直線的な流れに変えた。富山市と滑川市の境界線は、上市川の本流と一致しないが、これは古い流路の名残である。

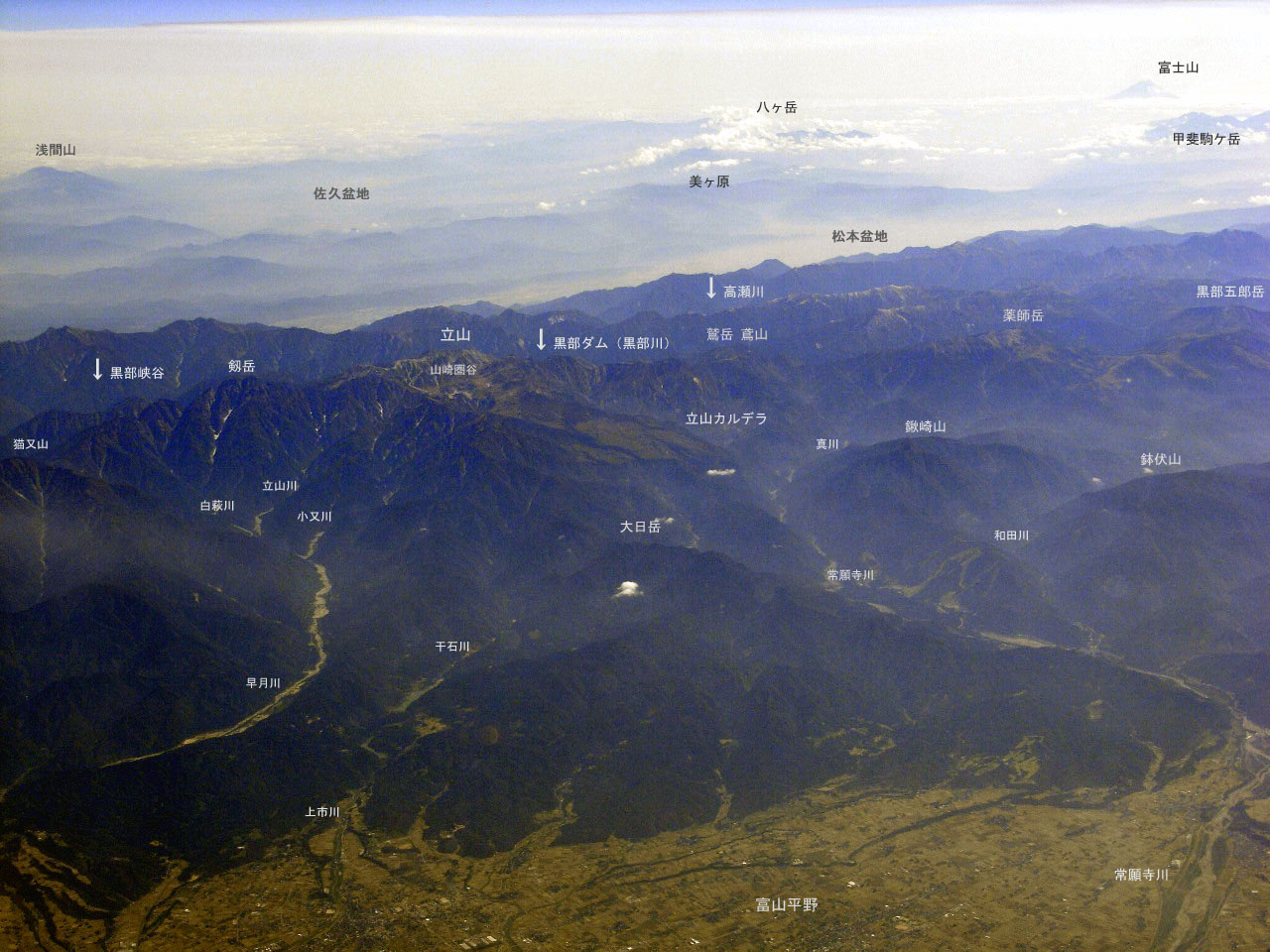
立山連峰と上市川空撮

## 流域の自治体
富山県
中新川郡上市町、富山市、滑川市

## 災害
中流から下流域にかけて扇状地となっているため、過去に多くの水害や土砂災害が発生し、時には河道そのものが変わってきた歴史がある（証拠として、堀江荘設置当時（平安時代末期）の上市川は、現在と違い白岩川に合流していた）。
上市町史の水害記録年表によれば、1490年、1676年、1680年、1701年、1752年、1753年、1755年、1757年、1788年、1892年、1896年、1912年、1947年-1950年、1952年、1953年、1956年-1959年、1961年、1966年に大水害、水害が発生した記録が残る。1964年、上流域に洪水調節機能を有する上市川ダムが完成し、水害が起こりにくい環境が整った。

## 支流
- 平塚川
- 郷川
  - 高知川
- 滝谷川
- 黒谷川
- 小又川

## 河川施設
- 上市川第二ダム（富山県中新川郡上市町東種/上市町稲村）
- 上市川ダム（富山県中新川郡上市町東種/上市町稲村）

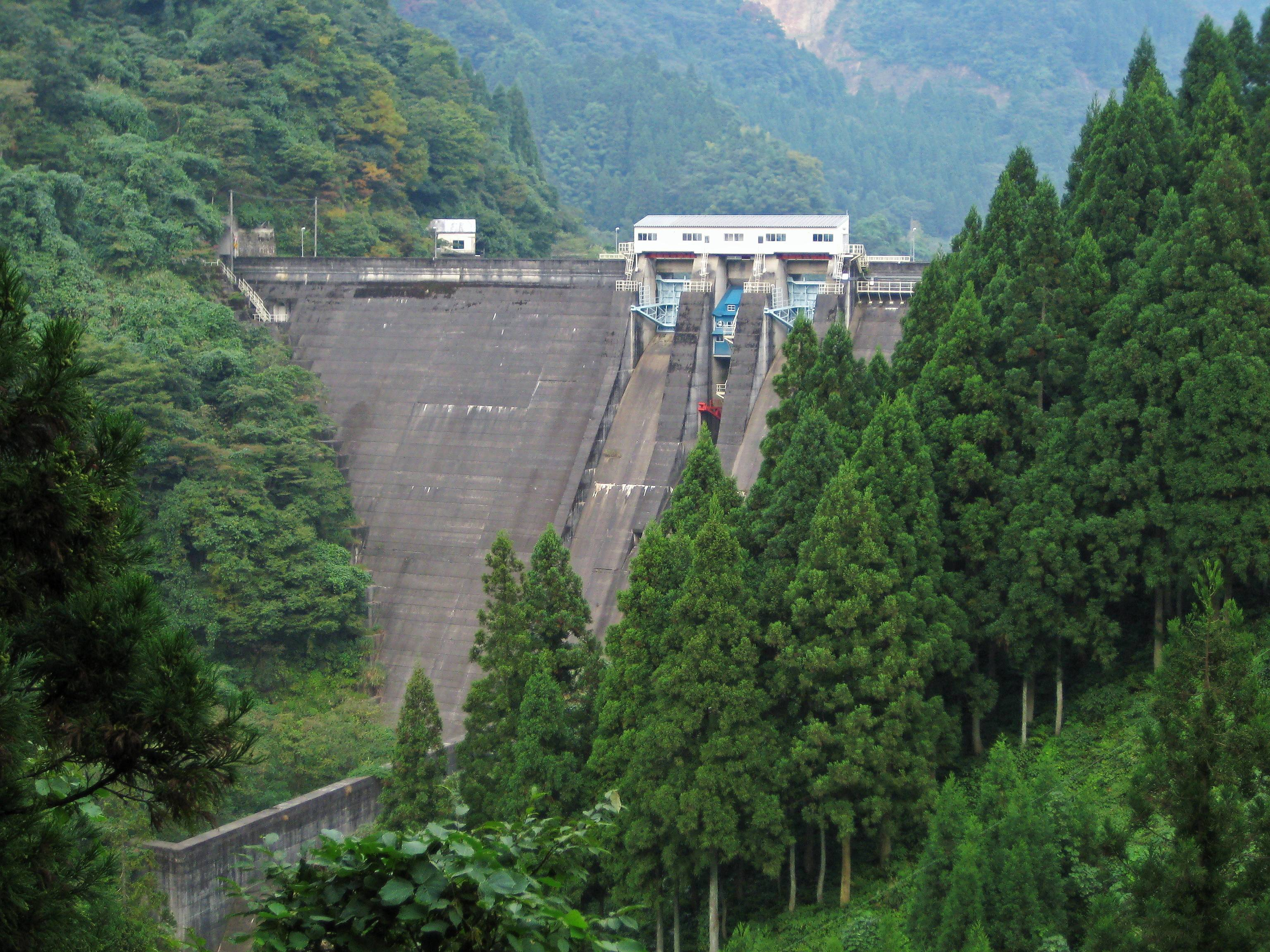
上市川ダム
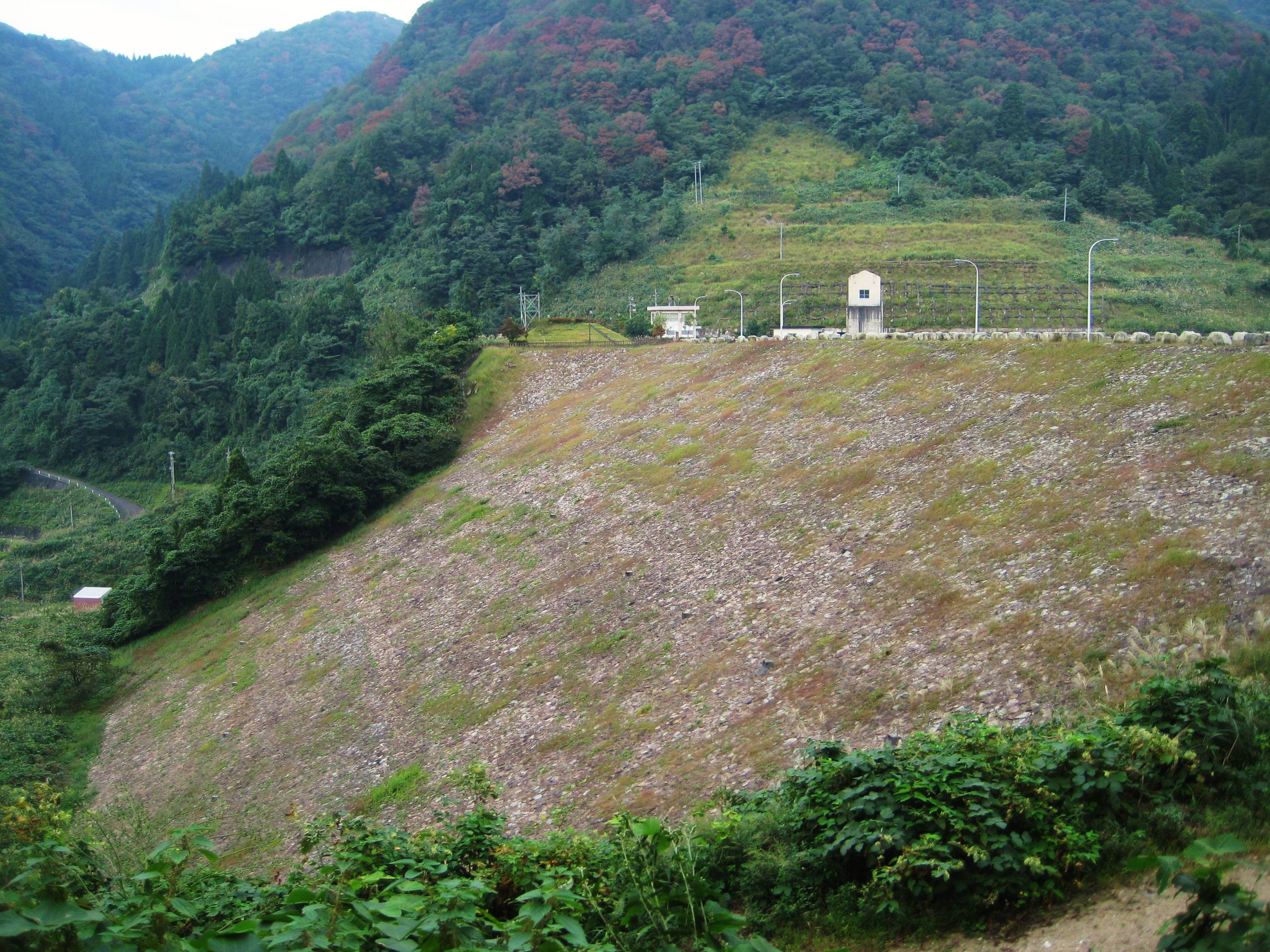
上市川第二ダム

## 木材の流送
かつて千石地域を中心に森林の伐採と木材（木呂）の流送が盛んに行われていた。流送については、天和年間から行われていた記録が残されている。伐採する木材は、薪に適した40-50年生のブナやカエデなどであり、晩秋には2尺3寸に切りそろえられて鉄砲堰で下流に流送された。網場は、三杉公園付近にあり、川から引き上げられた木呂は、売買されて希望する町民に配分された。流送は、第二次世界大戦後のエネルギー利用の変化（薪炭から石油へ）、ダムの建設などで姿を消している。

## 地質
河川敷の礫は花崗岩が主体で、高峰山火山噴出物などに由来する安山岩も多くみられる。やや稀にリソイダイトという硬い流紋岩も見られる。
明治時代には上市川上流で白萩隕石という鉄隕石が発見され、また榎本武揚の願いによりこの隕鉄を用いて流星刀が作られた。県内では富山市天文台にその短刀が展示されている。